# Барнаба Маријал Бенџамин
Барнаба Маријал Бенџамин (енгл. Barnaba Marial Benjamin) је министар информација у Влади Јужног Судана. На позицију је постављен 10. јула 2011. од стране председника државе и премијера Салве Кира Мајардита. Мандат министра је у трајању од пет година. Претходно је обављао функцију министра информација и радиодифузије у Влади Аутономног региона Јужни Судан током 2010. године.